# کاستیونس دی استرادا
کاستیونس دی استرادا (به ایتالیایی: Castions di Strada) یک کومونه در ایتالیا است که در استان اودینه واقع شده‌است.

## خصوصیات
کاستیونس دی استرادا ۳۲٫۸۳ کیلومترمربع مساحت و ۳٬۸۵۸ نفر جمعیت دارد و ۲۳ متر بالاتر از سطح دریا واقع شده‌است.

## خواهرخوانده
شهر سن فلیپو دل ملا خواهرخواندهٔ کاستیونس دی استرادا هست.